# Latin American Tour 2007
El Latin American Tour 2007 fue un tour latinoamericano hecho por la banda británica de rock alternativo, Coldplay. Esta gira recorrió los países de Chile, Argentina, Brasil y México.

## Anuncio de la gira
Coldplay había finalizado su exitosa Twisted Logic Tour que haría en total más de 130 conciertos en 13 meses, y necesitaban tener un descanso. El 1 de diciembre de 2006, Will Champion anunció en la página web de la banda realizaría un tour en América del Sur. A los días siguientes se pudo saber información sobre las entradas.
En diciembre de 2006 la banda empezaba a trabajar en nuevas canciones que se habían escrito en los últimos meses. Pero el progreso era muy poco cuando se embacó en la gira. No obstante, era bien evidente que esta visita a Latinoamérica había influido mucho en su cuarto álbum de estudio, Viva la Vida or Death and All His Friends. La frase Viva la Vida, fue tomada de una pintura de Frida Kahlo que la banda había visto en su paso por México. Posteriormente, se dijo que en el nuevo álbum hay influencias hispánicas. Luego de finalizar el recorrido por el continente, se fueron al estudio y grabaron junto al productor Brian Eno en Londres durante todo el año lo que acabaría siendo su nuevo álbum que se publicó el 12 de junio de 2008 en el Reino Unido.
Una versión limitada de su tercer álbum de estudio, X&Y, fue lanzado en enero de 2007 de acuerdo al tour, bajo el nombre de X&Y Latin America Tour Edition.

## Tour
| América Latina        |                   |           |                    |
| 14 de febrero de 2007 | Santiago de Chile | Chile     | Espacio Riesco     |
| 15 de febrero de 2007 | Santiago de Chile | Chile     | Espacio Riesco     |
| 16 de febrero de 2007 | Santiago de Chile | Chile     | Espacio Riesco     |
| 20 de febrero de 2007 | Buenos Aires      | Argentina | Teatro Gran Rex    |
| 21 de febrero de 2007 | Buenos Aires      | Argentina | Teatro Gran Rex    |
| 22 de febrero de 2007 | Buenos Aires      | Argentina | Teatro Gran Rex    |
| 26 de febrero de 2007 | São Paulo         | Brasil    | Via Funchal        |
| 27 de febrero de 2007 | São Paulo         | Brasil    | Via Funchal        |
| 28 de febrero de 2007 | São Paulo         | Brasil    | Via Funchal        |
| 3 de marzo de 2007    | México, D. F.     | México    | Auditorio Nacional |
| 4 de marzo de 2007    | México, D. F.     | México    | Auditorio Nacional |

## Repertorio
- Square One
- Politik
- Yellow
- Speed of Sound
- God Put a Smile upon Your Face
- A Rush of Blood to the Head
- Sparks
- White Shadows
- The Scientist
- Til Kingdom Come
- Love Me Tender
- Green Eyes
- Clocks
- In My Place
- Talk
- Fix You
- What If
- Swallowed In The Sea
- Trouble
- Don't Panic
- High Speed
- Daylight
- Great Balls of Fire
- Shiver
- Shiver (acústico)
- Love Me Tender
- Parachutes
- Beach Chair feat. Jay-Z

Referencias
- : Fue interpretada en Chile.
- : Fue interpretada en Argentina.
- : Fue interpretada en Brasil.
- : Fue interpretada en México.

## X&Y Latin America Tour Edition
Esta es una edición limitada del álbum X&Y, lanzado el 30 de enero de 2007, producido por la banda Coldplay, con motivo del Latin American Tour 2007. Este edición incluye B-sides, videos y versiones exclusivas en vivo.

### Lista de canciones
- CD

1. "Square One"
2. "What If"
3. "White Shadows"
4. "Fix You"
5. "Talk"
6. "X&Y"
7. "Speed of Sound"
8. "A Message"
9. "Low"
10. "The Hardest Part"
11. "Swallowed In The Sea"
12. "Twisted Logic"
13. "Til Kingdom Come" (Pista oculta)
14. "How You See the World" (Solo disponible en algunas primeras prensa de Japón)

- DVD

1. "Things I Don't Understand"
2. "Proof"
3. "The World Turned Upside Down"
4. "Pour Me" (Vive En el Hollywood Bowl)
5. "Sleeping Sun"
6. "Gravity"
7. "Speed of Sound" (Video)
8. "Fix You" (Video)
9. "Talk" (Video)
10. "The Hardest Part" (Video)
11. "X&Y - Entrevista de Track by Track"